# Mirosław Zdziarski
Mirosław Zdziarski ps. Tokarski, Mirek, Zawadzki i in. (ur. 26 lutego 1892 w Cieślach, zm. 14 sierpnia 1937 w Moskwie) – polski działacz socjalistyczny i komunistyczny, publicysta. Zastępca członka Komitetu Centralnego Komunistycznej Partii Polski (1927).

## Życiorys
Pochodził ze zubożałej rodziny szlacheckiej o tradycjach patriotycznych. Jego ojciec Bolesław był agronomem, absolwentem
Instytutu Gospodarstwa Wiejskiego i Leśnictwa w Puławach, właścicielem 450-morgowego majątku ziemskiego, który otrzymał od ojca Pawła, powstańca styczniowego. Matka - Zofia z Sąchockich pracowała jako nauczycielka. Do szkoły średniej uczęszczał w Płocku, kształcąc się najpierw w gimnazjum gubernialnym, a później w gimnazjum Polskiej Macierzy Szkolnej, gdzie zdał maturę. W 1910 wstąpił na Wydział Filozoficzny Uniwersytetu Lwowskiego Studia wyższe odbywał we Lwowie i w Warszawie. Od 1908 roku był czynnym działaczem PPS-Lewicy rozpoczynając studia historyczne, których nie ukończył. Został sekretarzem sekcji zagranicznej PPS-Lewicy. W 1912 aresztowany przez policję carską na dworcu kolejowym w Łodzi, skazany w 1914 na cztery lata katorgi, zamienionej na dożywotnie zesłanie na Syberię. Po dwóch latach zbiegł do Irkucka, gdzie wstąpił do nielegalnej Socjaldemokratycznej Partii Robotniczej Rosji i doczekał amnestii w kwietniu 1917, po rewolucji lutowej i obaleniu caratu. Powróciwszy w 1918 roku do kraju rozpoczął aktywną działalność w szeregach Komunistycznej Partii Robotniczej Polski oraz klasowych związkach zawodowych. Był wówczas także jednym z redaktorów Czerwonego Sztandaru, na którego łamach ogłaszał liczne artykuły. Wielokrotnie aresztowany uciekł w 1926 roku z więzienia na Pawiaku, a następnie wyjechał do ZSRR. Nadal działał na płaszczyźnie politycznej i publicystycznej. Przez kilka lat współredagował pismo Krasnyj Internacjonal Profsojusov oraz współpracował z pismami polskojęzycznymi wychodzącymi w ZSRR, głównie z Trybuną Radziecką. W latach 30. pracownik naukowy Instytutu Naukowo-Badawczego Gospodarki Światowej i Polityki Światowej Akademii Nauk ZSRR w Moskwie.
W okresie "wielkiej czystki" 10 czerwca 1937 aresztowany przez NKWD. 14 sierpnia 1937 skazany przez Kolegium Wojskowe Sądu Najwyższego ZSRR na śmierć z zarzutu o przynależność do organizacji kontrrewolucyjnej "Polska Organizacja Wojskowa", stracony tego samego dnia. Ciało skremowano w  krematorium na Cmentarzu Dońskim, prochy pochowano anonimowo (obecnie mogiła zbiorowa nr 1 na Nowym Cmentarzu Dońskim).
Zrehabilitowany 24 marca 1956 postanowieniem Kolegium Wojskowego SN ZSRR. 
W 1957 opublikowano w Polsce jego wspomnienia Moje ucieczki.